# Hans Deppe
Hans Deppe est un réalisateur, producteur et acteur allemand né le 12 décembre 1897 à Berlin et mort le 23 septembre 1969 dans la même ville.

## Parcours
Carl Otto Hans Deppe naît à Berlin dans l'Empire allemand. Après un apprentissage d'employé de commerce, il entreprend à partir de 1914 une formation de comédien au séminaire Max-Reinhardt à Vienne, alors dans l'Empire Austro-Hongrois. En 1918, il rentre à Berlin et s'inscrit au Konzerthaus en tant qu'apprenti. De 1921 au 1928, il est comédien au Deutsches Theater sous la direction de Max Reinhardt. En 1929, il fonde avec Werner Finck, Rudolf Platte et Robert A. Stemmle un cabaret politico-littéraire du nom de Die Katakombe qui sera fermé en 1935 par la Gestapo.
Il fait ses débuts au cinéma en 1931 dans le film de Lupu Pick Gassenhauer dont la version française Les Quatre Vagabonds, tournée avec des acteurs différents, sort la même année. Il a un petit rôle dans Sur le pavé de Berlin, l'adaptation à succès du roman d'Alfred Döblin Berlin Alexanderplatz et dans Un rêve blond avec Lilian Harvey. Il jouera au cours de sa carrière dans une quarantaine de films.
Après avoir réalisé deux courts métrages, il coréalise avec Curt Oertel L'Homme au cheval blanc (de), l'adaptation du roman homonyme de Theodor Storm publié en 1888. L'organisme Filmprüfstelle considère que le film a une « grande valeur artistique ». Deppe fera rejouer les deux acteurs principaux du film, Hansi Knoteck et Paul Richter dans plusieurs autres de ses films. Jusqu'en 1945, il met en scène une trentaine de films, pour la plupart des comédies, des romances ou des films du terroir comme Château de Saint-Hubert (en) en 1934, Voyage de divorce en 1938, Dangereux Printemps en 1943 ou Der Majoratsherr (de) en 1944.
Après la fin de la Seconde Guerre mondiale, Hans Deppe reprend rapidement le chemin des studios. Dans les années 1950, il met en scène des grands classiques du cinéma de terroir allemand comme La Fiancée de la Forêt-Noire en 1950, Ma verte bruyère en 1951, Ferien vom Ich en 1952, L'Instituteur de campagne en 1954 ainsi que Le Premier Commandement (de) en 1955. Il dirige Romy Schneider dans son premier film Quand refleuriront les lilas blancs en 1953. De 1952 à 1957, il devient par sa société H.D.-Film coproducteur de ses films. Son avant-dernier film Robert et Bertrand (de) est une adaptation libre de la pièce de théâtre homonyme écrite par Gustav Raeder en 1856. Alors que la pièce originale comporte des éléments antisémites, l'adaptation de Deppe la transpose dans une comédie musicale du terroir typique de l'Allemagne de l'Ouest des années 1960 sans connotations antisémites.
Il meurt à Berlin à 71 ans des suites d'un diabète. Il est enterré au cimetière boisé de la Heerstraße.

## Filmographie

### En tant que réalisateur
- 1934 : Die rosarote Brille (it) (court métrage)
- 1934 : Die Kleinen Verwandten (court métrage)
- 1934 : L'Homme au cheval blanc (de) (Der Schimmelreiter)
- 1934 : Château de Saint-Hubert (en) (Schloß Hubertus)
- 1934 : Herr Kobin geht auf Abenteuer
- 1934 : Un paradis sur Terre (en) (Ferien vom Ich)
- 1934 : Bums, der Scheidungsgrund (court métrage)
- 1935 : Nuit de carnaval (en) (Nacht der Verwandlung)
- 1935 : La Sainte et son fou (en) (Die Heilige und ihr Narr), coréalisé avec Paul May
- 1935 : Le Brave Marin (en) (Der Mutige Seefahrer)
- 1935 : La Surprise du grand prix (de) (Der Außenseiter)
- 1936 : Christine et son trio (en) (Die Drei um Christine)
- 1936 : Musiciens des rues (en) (Straßenmusik)
- 1936 : Lola Lolita (Drei tolle Tage)
- 1936 : Le Chasseur de Fall (en) (Der Jäger von Fall)
- 1937 : Das schöne Fräulein Schragg (de)
- 1937 : Meiseken (en)
- 1937 : Le Silence dans la forêt (en) (Das Schweigen im Walde)
- 1937 : Deux Fois deux dans un lit à baldaquin (Zweimal zwei im Himmelbett)
- 1938 : Voyage de divorce (Scheidungsreise)
- 1938 : L'Amour sur des skis (Narren im Schnee)
- 1938 : Orage en mai (en) (Gewitter im Mai)
- 1939 : Die kluge Schwiegermutter (de)
- 1939 : Le Grincheux (de) (Das Ekel)
- 1940 : Le Bouc émissaire (Der Sündenbock)
- 1940 : Les Héritiers sont aussi des hommes (Verwandte sind auch Menschen)
- 1941 : La Montagne qui s'effondre (Der Laufende Berg)
- 1941 : Le Deuxième Coup de feu (Heimaterde)
- 1943 : La Guerre des bœufs (en) (Der Ochsenkrieg)
- 1943 : Der Majoratsherr (de)
- 1943 : Le Resquilleur (de) (Der Kleine Grenzverkehr)
- 1943 : Dangereux Printemps (Gefährlicher Frühling)
- 1945 : Wie sagen wir es unseren Kindern? (de)
- 1945 : Ein Mann wie Maximilian (en)
- 1947 : Kein Platz für Liebe
- 1949 : Die Kuckucks (de)
- 1949 : Die Freunde meiner Frau (de)
- 1949 : Ne jouez pas avec l'amour (de) (Man spielt nicht mit der Liebe)
- 1950 : Une nuit de folie (Eine Nacht im Séparée)
- 1950 : La Fiancée de la Forêt-Noire (Schwarzwaldmädel)
- 1951 : Es geht nicht ohne Gisela (de)
- 1951 : Ma verte bruyère (Grün ist die Heide)
- 1952 : Ferien vom Ich
- 1952 : Le Prince de Pappenheim (de) (Der Fürst von Pappenheim)
- 1952 : Le Pays du sourire (de) (Das Land des Lächelns)
- 1953 : Sur la pointe des pieds (Heimlich, still und leise)
- 1953 : Quand refleuriront les lilas blancs (Wenn der weiße Flieder wieder blüht)
- 1954 : L'Instituteur de campagne (Heideschulmeister Uwe Karsten)
- 1954 : Die tolle Lola (de)
- 1954 : Die sieben Kleider der Katrin
- 1955 : Le Premier Commandement (de) (Der Pfarrer von Kirchfeld)
- 1955 : Die Frau des Botschafters (de)
- 1955 : Le Fils sans racines (Sohn ohne Heimat)
- 1955 : La Princesse et le Capitaine (de) (Ihr Leibregiment)
- 1956 : Ton baiser est une mélodie (en) (Tausend Melodien)
- 1956 : La Fille du forçat (de) (Mein Bruder Josua)
- 1956 : Tant que fleuriront des roses (de) (Solange noch die Rosen blüh'n)
- 1956 : Amour au Portugal (de) (Der Fremdenführer von Lissabon)
- 1957 : Sérénade et calypso (de) (Unter Palmen am blauen Meer)
- 1957 : Mon fils Michael (de) (Alle Wege führen heim)
- 1958 : Congé de mariage (de) (Immer die Radfahrer)
- 1958 : Treize Ânes (de) (Dreizehn kleine Esel und der Sonnenhof)
- 1959 : On ne trouve pas ainsi un mari (de) (So angelt man keinen Mann)
- 1959 : Mandolinen und Mondschein (de)
- 1959 : Les Guitares chantent la nuit (Gitarren klingen leise durch die Nacht)
- 1959 : L'Éternel Rouspéteur (de) (Der Haustyrann)
- 1960 : Kein Mann zum Heiraten (de)
- 1960 : Dix Ans plus tard (de) (Wenn die Heide blüht)
- 1961 : Robert et Bertrand (de) (Robert und Bertram)
- 1962 : Unsere Jenny (TV)
- 1962 : Les Copains et l'amour (de) (Muß i denn zum Städtele hinaus)
- 1966 : Wie lernt man Reisen? (TV)

### En tant que producteur
- 1955 : Christine (de) (Wenn die Alpenrosen blüh’n) de Richard Häussler
- 1956 : Le Torrent (de) (Wo der Wildbach rauscht) de Heinz Paul
- 1956 : Pour que la cloche sonne (de) (Der Glockengießer von Tirol) de Richard Häussler
- 1957 : Der Adler vom Velsatal (de) de Richard Häussler
- 1957 : Le Lac de l'amour (de) (Gruß und Kuß vom Tegernsee) de Rudolf Schündler

### En tant qu'acteur
- 1931 : Gassenhauer de Lupu Pick : Max
- 1931 : Sur le pavé de Berlin (Berlin - Alexanderplatz) de Phil Jutzi : un invité chez Henschke
- 1932 : Tumultes (Stürme der Leidenschaft) de Robert Siodmak : l'homme qui bredouille
- 1932 : La Fille et le garçon (Zwei Herzen und ein Schlag) de Wilhelm Thiele
- 1932 : Le Vainqueur (Der Sieger) de Hans Hinrich et Paul Martin
- 1932 : Ein blonder Traum de Paul Martin : le secrétaire de M. Merryman
- 1933 : Die Wette (court métrage) de Georg Jacoby : le randonneur
- 1933 : Le Secret du coffre (Eine Tür geht auf) d'Alfred Zeisler : Acki
- 1933 : Eine Stadt steht kopf (de) de Gustaf Gründgens : le pion Klein
- 1933 : Nuits der Paris (de) (Großstadtnacht) de Fedor Ozep : José
- 1933 : Moi et l'Impératrice (Ich und die Kaiserin) de Friedrich Hollaender
- 1933 : La Petite Aventurière (Die Kleine Schwindlerin) de Johannes Meyer : un pickpocket
- 1933 : L'Étoile de Valencia (de) (Der Stern von Valencia) d'Alfred Zeisler : Sergent José
- 1933 : L'Homme des services secrets (Ein gewisser Herr Gran) de Gerhard Lamprecht : Rossi
- 1933 : Le Jeune Hitlérien Quex (Hitlerjunge Quex) de Hans Steinhoff : le marchand de meubles
- 1933 : Die schönen Tage von Aranjuez de Johannes Meyer
- 1934 : Frau Eva wird mondain! (court métrage) : Hans Lorke
- 1934 : L'Homme au cheval blanc (de) (Der Schimmelreiter) de lui-même : le valet Iven
- 1934 : Pappi d'Arthur Maria Rabenalt : Willibald Bisam
- 1936 : Musiciens des rues (en) (Straßenmusik) de lui-même : Paul Spittel, le musicien de rue
- 1948 : Ballade berlinoise (Berliner Ballade) de Robert A. Stemmle : Emil Lemke
- 1949 : Die Kuckucks (de) de lui-même
- 1955 : La Princesse et le Capitaine (de) (Ihr Leibregiment) de lui-même : le libraire
- 1962 : Freddy dans les mers du Sud (de) (Freddy und das Lied der Südsee) de Werner Jacobs : Boco
- 1965 : Man soll den Onkel nicht vergiften (téléfilm) de Rolf von Sydow : Arthur Raabe, millionnaire
- 1966 : Socialaristokraten (téléfilm) de Claus Peter Witt : Oskar Fiebig
- 1967 : Das Kleine Teehaus de Paul Martin et Eugen York : M. Oshira
- 1968 : Unwiederbringlich (téléfilm) de Falk Harnack : Pasteur Petersen
- 1969 : Mathilde Möhring (téléfilm) de Claus Peter Witt
- 1969 : Zwei ahnungslose Engel (téléfilm) de Monika Ahrens et Wolfgang Spier : Edward Jamisen
- 1969 : Asternplatz 10 Uhr 6 (téléfilm) de Karl-Heinz Bieber
- 1970 : Nicht nur zur Weihnachtszeit (de) (téléfilm) de Vojtěch Jasný : le prélat